# Harvey Brooks (Physiker)
Harvey Brooks (* 5. August 1915 in Cleveland, Ohio; † 28. Mai 2004 in Cambridge, Massachusetts) war ein amerikanischer Physiker im Bereich der Angewandten Physik. Er war auch in der Wissenschaftspolitik tätig und wissenschaftlicher Berater mehrerer US-Präsidenten.

## Leben
Brooks studierte an der Yale University, die er 1937 mit einem Bachelor-Abschluss in Mathematik verließ. Er begann seine Doktorarbeit an der University of Cambridge, wechselte dann jedoch an die Harvard University, um dort bei dem Physiker und späteren Nobelpreisträger John Hasbrouck Van Vleck zu arbeiten.
1940 promovierte er bei Van Vleck und wurde in die Society of Fellows der Universität aufgenommen. Die Mitgliedschaft ermöglichte es ihm, sich mit anderen Gelehrten der Harvard-Universität interdisziplinär auszutauschen, so mit dem Philosophen und Mathematiker Alfred North Whitehead, dem Historiker Crane Brinton und dem Chemiker und Biologen Lawrence Joseph Henderson.
Im Zweiten Weltkrieg war Brooks im Unterwasserschall-Labor der Harvard-Universität beteiligt an der Entwicklung eines Torpedos mit akustisch gesteuerter Zielsuche, FIDO, der zur U-Boot-Bekämpfung eingesetzt wurde.
Nach dem Krieg arbeitete er ab 1946 vier Jahre lang für General Electric in deren Knolls Atomic Power Laboratory. 1950 kehrte er zu Harvard zurück, wo er eine Professur in der Division of Engineering and Applied Science (DEAS) antrat. Von 1957 bis 1975 stand er diesem Bereich als Dekan vor.
1976 wurde er Gründungsdirektor des Science, Technology and Public Policy Program am Belfer Center for Science and International Affairs der Kennedy School of Government der Harvard-Universität.
1986 ging Brooks in den Ruhestand, war jedoch weiterhin in der Lehre und beratend tätig. Bei Harvard war er zuletzt Benjamin Pierce Professor of Technology and Public Policy Emeritus in der Kennedy School sowie Gordon McKay Professor of Applied Physics Emeritus in der DEAS.

## Leistungen
Brooks’ Arbeitsgebiete umfassten Festkörperphysik, Kerntechnik, Unterwasser-Akustik und später Wissenschaft und Politik. Er war Mitglied des wissenschaftlichen Beirats des Präsidenten der Vereinigten Staaten in den Regierungen von Dwight D. Eisenhower, John F. Kennedy und Lyndon B. Johnson.
Von 1956 bis 1980 war Brooks wissenschaftlicher Chefherausgeber (Editor-in-chief) der wissenschaftlichen Fachzeitschrift Journal of Physics and Chemistry of Solids.
1962 berief Präsident John F. Kennedy ihn in das National Science Board, dem er bis 1974 angehörte. Brooks hatte im Lauf seiner Karriere den Vorsitz verschiedener Kommissionen in der National Academy of Sciences, der er seit 1962 angehörte, und dem National Research Council. 1961 wurde er als gewähltes Mitglied in die American Philosophical Society aufgenommen. 1966 wurde er Mitglied der American Academy of Arts and Sciences und war von 1971 bis 1976 deren Vorsitzender.

## Ehrungen und Auszeichnungen
Brooks war Ehrendoktor von sechs Universitäten, darunter Harvard und Yale. 1993 verlieh die American Association for the Advancement of Science ihm den Philip-Hauge-Abelson-Preis.